# Jean-Marc Schaer
Jean-Marc Schaer, né le 1er janvier 1953 à Dunières, est un ancien footballeur français évoluant au poste d'attaquant.
Il fait notamment partie des Verts de 76 battus en finale de C1. Il est par la suite un des artisans de l'arrivée au premier plan de l'AJ Auxerre entre 1977 et 1981.

## Biographie

### Carrière en club

#### Débuts avec les Verts (1971-1977)
Avant-centre formé à Saint-Étienne, Jean-Marc Schaer participe en partie à l'épopée des Verts lors de la Coupe des clubs champions européens 1975-1976. Lors de cette épopée, il prend part à la double confrontation face aux Écossais du Rangers FC dont il garde de très bons souvenirs de la qualification en Écosse.
Barré par une forte concurrence à son poste, il ne joue que très peu sous le maillot vert. Il évolue souvent avec l'équipe réserve, dont il est le meilleur buteur de l'histoire avec 69 réalisations.

#### Révélation à Auxerre (1977-1981)
Il quitte les Verts pour rejoindre l'AJ Auxerre en deuxième division. Il forme un redoutable duo d'attaque aux côtés de Serge Mesonès.
Avec Auxerre il dispute notamment la finale de Coupe de France en 1979 face à Nantes. Alors que le score est de 1-1, Schaer rate une occasion franche de but car il se croit hors-jeu. Auxerre s'incline finalement 4 buts à 1.
Le club est sacré champion de deuxième division l'année suivante et accède à l'élite. La concurrence se fait alors rude pour Schaer, qui voit monter en puissance le buteur polonais Andrzej Szarmach, qui deviendra plus tard meilleur buteur de l'histoire de l'AJA.

#### Recherche d'un second souffle puis fin de carrière (1981-1988)
Il joue ensuite à Nice, Valenciennes et Sète. Il termine sa carrière à Moulins, club de division 4, en 1986,.

### Parcours en sélection
Schaer est convoqué en équipe de France olympique pour participer aux Jeux olympiques 1976. Il participe à quatre matches et inscrit deux buts, contre le Mexique et le Guatemala. L'équipe de France emmenée par Michel Platini est éliminée en quart-de-finale du tournoi.

### Reconversion
Après sa carrière de footballeur, il exerce le métier de photographe pour le quotidien régional La Montagne à l'agence locale de Moulins. Il est surnommé par les Moulinois « Alain Prost » pour sa ressemblance avec l'ancien pilote automobile.
Il prend sa retraite en 2013 et réside aujourd'hui toujours à Moulins, là où il a terminé sa carrière de footballeur.

## Palmarès

### En club
AS Saint-Étienne
- Finaliste de la Coupe d'Europe des clubs Champions en 1976 (ne joue pas la finale)
- Champion de France en 1976

 AJ Auxerre
- Finaliste de la Coupe de France en 1979
- Champion de France de D2 en 1980

### En sélection
Équipe de France olympique
- Quart de finaliste des Jeux olympiques de 1976

### Record
AS Saint-Étienne
- Meilleur buteur de l'histoire de l'équipe réserve avec 69 buts[3]

## Statistiques
- 89 matches et 15 buts en Division 1
- 193 matches et 65 buts en Division 2
- 2 matches en Coupe d'Europe des clubs champions